# 特里普號驅逐艦 (DD-33)
特里普號驅逐艦（舷號DD-33）是一艘隸屬於美國海軍的驅逐艦，為保爾丁級驅逐艦的12號艦。她是美軍第二艘以特里普為名的軍艦，以紀念美法准戰爭時期的海軍軍官約翰·特里普（John Trippe）。
特里普號在1910年於巴斯鋼鐵廠開始建造，在同年下水，於1911年服役。接著特里普號留在大西洋執勤，曾協助美軍在坦皮科事件後入侵墨西哥。美國參與第一次世界大戰後，特里普號被派往英國、愛爾蘭及法國海域，掩護協約國商船。戰後特里普號在1919年退役，並在1924年移交美國海岸防衛隊，負責截查酒精走私。1931年特里普號返回海軍，在1934年除籍出售拆解。